# West Menlo Park
West Menlo Park é uma região censo-designada localizada no estado americano da Califórnia, no Condado de San Mateo. Situa-se entre a cidade de Menlo Park, a vila de Atherton, o bairro de Sharon Heights de Menlo Park e a Universidade Stanford (no condado de Santa Clara). Possui quase 4 mil habitantes, de acordo com o censo nacional de 2020.
A área consiste em habitações suburbanas e um pequeno distrito comercial ao longo da Alameda de las Pulgas (literalmente, "Avenida das Pulgas"), muitas vezes referida apenas como "a Alameda", que se estende ao longo do território do Rancho de las Pulgas concedido a família Arguello. West Menlo Park é servida pelo distrito escolar de Las Lomitas e pelo distrito de bombeiros de Menlo Park.

## Geografia
De acordo com o Departamento do Censo dos Estados Unidos, a região tem uma área de 1,3 km², dos quais todos os 1,3 km² estão cobertos por terra.

### Localidades na vizinhança
O diagrama seguinte representa as localidades num raio de 8 km ao redor de West Menlo Park.

## Demografia

### Censo 2020
Segundo o censo nacional de 2020, a sua população é de 3 930 habitantes e sua densidade populacional de 3 128,5 hab/km². Seu crescimento populacional na última década foi de 7,4%, acima do crescimento estadual de 6,1%.
Possui 1 468 residências que resulta em uma densidade de 1 168,6 residências/km² e um aumento de 3,2% em relação ao censo anterior. Deste total, 6,7% das unidades habitacionais estão desocupadas. A média de ocupação é de 2,9 pessoas por residência.
A renda familiar média é de 214 167 dólares e a taxa de emprego é de 66,8%.